# Liste der Straßen und Plätze in Kaditz

Lage der Gemarkung Kaditz in Dresden

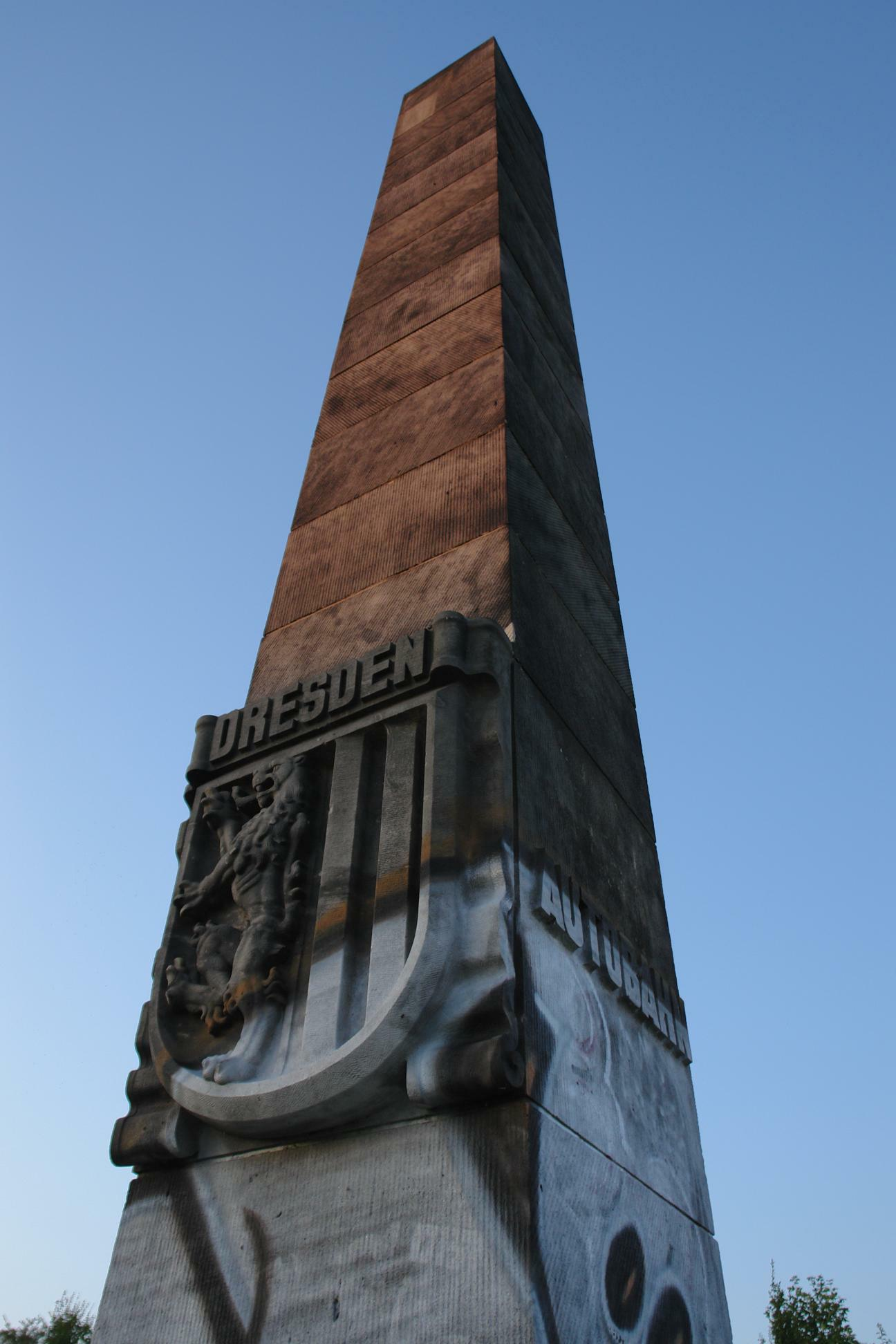
Obelisk zum Gedenken an den Bau des 1937 eröffneten Reichsautobahnabschnitts

Die Liste der Straßen und Plätze in Kaditz beschreibt das Straßensystem im Dresdner Stadtteil Kaditz mit den entsprechenden historischen Bezügen. Aufgeführt sind Straßen und Plätze, die im Gebiet der Gemarkung Kaditz liegen. Die Ausdehnung des statistischen Stadtteils 23 (Kaditz) ist nur unwesentlich kleiner und umfasst alle Straßen der Kaditzer Flur mit Ausnahme der Scharfenberger Straße, die in Gänze zum statistischen Stadtteil 22 (Mickten) zählt.

## Allgemeines
Wichtigste Straße in der Kaditzer Flur ist die Bundesautobahn 4, die im Stadtteil über die Autobahnanschlussstelle Dresden-Neustadt (benannt nach der rechtselbischen Dresdner Gemarkung Neustadt) verfügt. Über ein komplexes Rampen- und Kreuzungssystem ist sie an den Elbepark Dresden sowie die Washington- und die Kötzschenbroder Straße angebunden. Bundesstraßen gibt es in Kaditz nicht, dafür aber zwei sächsische Staatsstraßen: die S 73 (Washingtonstraße) und die S 82 (Leipziger Straße).

Vor der Eingemeindung von Kaditz nach Dresden 1903 wurden Straßen zumeist nach Nachbarorten, zu denen sie führten, oder Personen mit lokalem Bezug benannt. Genau ein Jahr nach der Eingemeindung, zum 1. Januar 1904, ließ Dresdens Oberbürgermeister Otto Beutler rund 20 Kaditzer Straßen und Plätze umbenennen. Besonders betroffen war die um 1900 entstandene gründerzeitliche Siedlung Neukaditz. Als Grund für die Umbenennungen gab Beutler in seiner Bekanntmachung vom 11. November 1903 an, dass die betroffenen Straßennamen in den neu eingemeindeten Orten übereinstimmend vorkamen, in älteren Stadtteilen Dresdens bereits vorhanden oder ihnen zum Verwechseln ähnlich waren. Die rege Siedlertätigkeit der 1930er Jahre brachte eine dritte Welle neuer Straßennamen. Alle derzeit aktuellen Straßennamen galten schon vor dem Zweiten Weltkrieg. Eine (Bobestraße) der drei (Strachwitz-, Dungerstraße und Riegelplatz) in der Zeit des Nationalsozialismus vollzogenen Umbenennungen, durch die Namen missliebiger Personen (Bobe, Radestock, Simson) entfernt werden sollten, wurde rückgängig gemacht.
Die Namensgebung der 45 benannten Kaditzer Straßen und des einen benannten Platzes im Stadtteil (Riegelplatz) erfolgte teilweise systematisch. Neun Straßen tragen Namen benachbarter oder naher Orte (dazu Leipzig für die Fernstraße, sowie Gleina als Wüstung). Acht weitere beziehen sich auf örtliche Flurnamen (z. B. Kaditzer Tännicht, Seewiesen, Gucksberg), sechs haben einen anderen lokalen Bezug (Kleinsiedler, Stadtrand, Sandboden). Vier Straßen tragen Namen von lokal bedeutsamen Persönlichkeiten (Adolf, Emilie, Waldemar, Kolbe), drei davon sind Vornamen. Fünf tragen die Namen von Dichtern (Andersen, Geibel, Grimm, Schenkendorf, Schwab), drei davon wurden für das Märchendichterviertel namensgebend. Zwei Namensgeber waren deutsche Sprachpuristen (Riegel, Dunger), in der Zeit der DDR erhielt eine (Bobe) der ursprünglich zwei (auch Radestock) nach Konsumgenossenschaftlern benannten Straßen ihren alten Namen wieder zurück. Sechs Straßen wurden nach Leipziger oder Berliner Hochschullehrern benannt, zwei (Quandt und Baudissin) nach Persönlichkeiten, die sich in Dresden um die Künste verdient gemacht hatten. Die drei übrigen offiziellen Straßennamen sind der Ortskern Altkaditz, die der Pieschener Benennungssystematik folgende Lommatzscher Straße sowie die Washingtonstraße, deren Name als einzige in der Weimarer Republik geschaffene Kaditzer Hauptverkehrsstraße keiner Systematik folgt.
Daneben gibt es auch inoffizielle Namen, darunter die Borngasse oder Wassergasse als Verbindungsweg von Altkaditz zur Elbe. Im Elbepark Dresden, der vollständig auf Kaditzer Flur liegt, verlaufen darüber hinaus mehrere unbenannte Straßen, deren anliegende Gebäude postalisch Teil der Peschelstraße sind. Weitere namenlose Wege befinden sich unter anderem zwischen Kötzschenbroder und Spitzhausstraße (etwa in Verlängerung des Seewiesenwegs), zwischen Serkowitzer Straße und Altkaditz (Einmündung gegenüber der Kirche), zwischen Kolbe- und Roscherstraße (in gedachter Verlängerung der Waldemarstraße), zwischen Ranke- und Peschelstraße (entlang der Autobahn), zwischen Gleinaer Straße und An der Siedlung in Radebeul (in Verlängerung der Fürstenhainer Straße) und entlang des Elbufers (ehemaliger Leinpfad).
Die Kulturdenkmale, die an den Kaditzer Straßen und Plätzen liegen, sind in der Liste der Kulturdenkmale in Kaditz aufgeführt.

## Legende
Die nachfolgende Tabelle gibt eine Übersicht über die vorhandenen Straßen und Plätze im Ortsteil sowie einige dazugehörige Informationen. Im Einzelnen sind dies:
- Name/Lage: Aktuelle Bezeichnung der Straße oder des Platzes sowie unter ‚Lage‘ ein Koordinatenlink, über den die Straße oder der Platz auf verschiedenen Kartendiensten angezeigt werden kann. Die Geoposition gibt dabei ungefähr die Mitte der Straße an.
- Länge/Maße in Metern: Die in der Übersicht enthaltenen Längenangaben sind nach mathematischen Regeln auf- oder abgerundete Übersichtswerte, die in Google Earth mit dem dortigen Maßstab ermittelt wurden. Sie dienen eher Vergleichszwecken und werden, sofern amtliche Werte bekannt sind, ausgetauscht und gesondert gekennzeichnet. Bei Plätzen sind die Maße in der Form a × b dargestellt. Der Zusatz ‚im Stadtteil‘ bzw. ‚im Ortsteil‘ gibt an, wie lang die Straße innerhalb des Stadt-/Ortsteils ist, sofern sie durch mehrere Stadt-/Ortsteile verläuft.
- Namensherkunft: Ursprung oder Bezug des Namens.
- Jahr der Benennung: Zeitpunkt, zu dem die Straße ihren heute gültigen Namen erhielt (sofern bekannt).
- Anmerkungen: Weitere Informationen bezüglich anliegender Institutionen, der Geschichte der Straße, historischer Bezeichnungen, Baudenkmalen usw.
- Bild: Foto der Straße.

## Straßenverzeichnis
| Name/Lage                   | Länge/Maße             | Namensherkunft | Jahr der Benennung | Anmerkungen | Bild                                                                                             |
| --------------------------- | ---------------------- | --- | ------------------ | --- | ------------------------------------------------------------------------------------------------ |
| Adolfstraße Lage            | 180 m                  | Adolf Franze, Kaditzer Gutsbesitzer und Gemeinderatsmitglied                                                                                           | 1900               | Die Straße liegt in Neukaditz und trug als Planstraße die Bezeichnung Straße VII. Auf Trachauer Flur findet sie östlich der Leipziger Straße ihre Fortsetzung in der Veteranenstraße. | Adolfstraße                                                                                      |
| Altkaditz Lage              | 340 m                  | Historischer Ortskern des Straßenangerdorfs Kaditz | 1904               | Zunächst hieß Altkaditz Dorfplatz, ab 1899 dann nach Martin Luther Lutherplatz. Seit 1904 heißt auch der ursprünglich Kirchstraße genannte Abschnitt zwischen Emmauskirche und Serkowitzer Straße Altkaditz. | Altkaditz                                                                                        |
| Am Kaditzer Tännicht Lage   | 210 m                  | Lage am Kaditzer Tännicht, einem 1890 bis 1927 schrittweise gerodeten und bebauten Ausläufer der Jungen Heide                                          | 1937               | Die Straße ist Teil einer planmäßigen Kleinsiedlung und trug als Planstraße die Bezeichnung Straße 76. | Am Kaditzer Tännicht                                                                             |
| Am Kesselgrund Lage         | 400 m                  | Lage am Kesselgründchen, einem Flurstück | 1939               | Die Straße ist Teil einer planmäßigen Kleinsiedlung und verbindet die Spitzhaus- und die Gleinaer Straße. | Am Kesselgrund                                                                                   |
| Am Seegraben Lage           | 500 m                  | Lage am Seegraben, einem kleinen Wassergraben in der Mitte des alten Elbarms Seewiesen, vgl. Seewiesenweg                                              | 1937               | Die Straße ist Teil einer planmäßigen Kleinsiedlung und verbindet den Gucksbergweg und die Serkowitzer Straße. | Am Seegraben                                                                                     |
| Am Stadtrand Lage           | 290 m                  | Lage am Stadtrand, nahe der Stadtgrenze von Dresden zu Radebeul, dem aktuell ältesten Abschnitt der Dresdner Stadtaußengrenze                          | 1937               | Die Straße ist Teil einer planmäßigen Kleinsiedlung und verbindet die Kötzschenbroder und die Gleinaer Straße. | Am Stadtrand                                                                                     |
| Am Vorwerksfeld Lage        | 430 m                  | Lage am Vorwerksfeld, einem bis zum 15. Jahrhundert zum Vorwerk Poppewitz gehörenden Flurstück                                                         | 1939               | Die Straße ist Teil einer planmäßigen Kleinsiedlung und verbindet die Kötzschenbroder und die Serkowitzer Straße. | Am Vorwerksfeld                                                                                  |
| An den Hufen Lage           | 190 m                  | Lage am Flurstück Die Hufen | 1911               | Die Straße liegt im kleinen Märchendichterviertel und verbindet die Andersen- und die Kötzschenbroder Straße. | An den Hufen                                                                                     |
| Andersenstraße Lage         | 200 m                  | Hans Christian Andersen, dänischer Dichter und Schriftsteller                                                                                          | 1927               | Die Straße liegt im kleinen Märchendichterviertel und verbindet die Gustav-Schwab- und die Grimmstraße. | Andersenstraße                                                                                   |
| Baudissinstraße Lage        | 250 m                  | Wolf Heinrich Graf von Baudissin, Schriftsteller, Übersetzer und Diplomat                                                                              | 1904               | Die Straße liegt in Neukaditz und hieß ab 1896 zunächst Forststraße, vgl. Am Kaditzer Tännicht. | Baudissinstraße                                                                                  |
| Bobestraße Lage             | 150 m                  | Hermann Bobe, Mitgründer und Vorsitzender des ersten sächsischen Konsumvereins in Pieschen                                                             | 1926               | Die Straße liegt in Neukaditz und hieß zwischen 1937 und 1956 Strachwitzstraße nach Moritz Graf von Strachwitz. | Bobestraße                                                                                       |
| Dungerstraße Lage           | 160 m                  | Hermann Dunger, deutscher Sprachpurist und Lehrer, Mitgründer des Allgemeinen Deutschen Sprachvereins (ADSV), vgl. Riegelplatz                         | 1935               | Die Straße liegt in Neukaditz und hieß vor 1935 Radestockstraße nach Max Radestock. Ursprüngliche Planungen, die Dungerstraße nach Süden über die Rankestraße hinaus zu verlängern, kamen nicht zur Ausführung, blieben aber durch die Bauweise eines anliegenden Eckhauses nachvollziehbar. | Dungerstraße                                                                                     |
| Emilienstraße Lage          | 350 m                  | Emilie, Gattin von Carl Kolbe und Schwiegertochter von Hermann Kolbe, vgl. Kolbestraße                                                                 | 1899               | Der nördliche Teil der Straße bildet die Stadtgrenze zu Radebeul. | Emilienstraße                                                                                    |
| Fechnerstraße Lage          | 490 m                  | Gustav Theodor Fechner, Physiker und Philosoph | 1904               | Die Straße liegt in Neukaditz und hieß ab 1895 zunächst Albertstraße nach König Albert. Ursprünglich war sie Teil des alten Verbindungswegs zwischen Kaditz und Trachau (vgl. Grimmstraße) und endete am Riegelplatz. Durch den Autobahnbau wurde der westlichste Teil in den 1930er Jahren abgetrennt und der Grimmstraße zugeschlagen (davon betroffen das Haus Grimmstraße 35). In den 1990er Jahren wurden weite Teile mit dem Elbepark überbaut. Ein Rest des Verbindungswegs unmittelbar westlich der Wächterstraße ist noch vorhanden und heißt im Volksmund Alte Fechnerstraße. An der Straße steht das Theaterhaus Rudi (Nr. 2a). | Fechnerstraße                                                                                    |
| Fürstenhainer Straße Lage   | 950 m                  | Fürstenhain, damals Ortsteil von Kötzschenbroda | 1904               | Die Straße besteht aus zwei Teilen, die durch einen Feldweg verbunden sind. Der östliche ist Teil einer planmäßigen Kleinsiedlung und besteht seit 1937, der ältere westliche hieß ab 1899 Bernhardstraße nach dem damaligen Kaditzer Pfarrer Bernhard Henrici. | Fürstenhainer Straße                                                                             |
| Geibelstraße Lage           | 160 m                  | Emanuel Geibel, Dichter | 1904               | Die Straße liegt in Neukaditz und trug als Planstraße die Bezeichnung Straße E. | Geibelstraße                                                                                     |
| Gleinaer Straße Lage        | 1.540 m                | Gleina, Wüstung etwa am Ort der Anschlussstelle Dresden-Neustadt an die Bundesautobahn 4                                                               | 1937               | Die Straße ist Teil einer planmäßigen Kleinsiedlung und besteht aus zwei nicht verbundenen Teilen. Der östliche liegt zwischen Fürstenhainer Straße und Am Stadtrand, der westliche zwischen Spitzhaus- und Kötzschenbroder Straße. Ursprüngliche Planungen, beide Teile miteinander zu verbinden und dabei die Kötzschenbroder Straße auf gerader Linie spitzwinklig zu kreuzen, kamen nicht zur Ausführung, blieben aber anhand von Grundstückszuschnitten nachvollziehbar. | Gleinaer Straße                                                                                  |
| Grimmstraße Lage            | 1.300 m                | Brüder Grimm, Sprachwissenschaftler und Märchensammler, Begründer der Deutschen Philologie bzw. Germanistik                                            | 1904               | Die Straße besteht aus drei Teilen, die zuerst unterschiedliche Namen trugen. Der kleinste und älteste Teil liegt zwischen Altkaditz und der Serkowitzer Straße und hieß bis in die 1920er Jahre Schmiedestraße nach der dort gelegenen Kaditzer Dorfschmiede. Der größte Abschnitt, gelegen zwischen Serkowitzer Straße und Riegelplatz, war Teil des alten Verbindungswegs zwischen Kaditz und Trachau (vgl. Fechnerstraße) sowie der wichtigste Verkehrsweg nach Altkaditz und hieß deshalb ab 1896 zunächst Hauptstraße. Östlich vom Riegelplatz schloss sich die ebenfalls 1896 benannte Wilhelmstraße (Namensgeber unbekannt) an, die bis zur Rankestraße reichte. Durch den Autobahnausbau wurde 1996 der äußerste östliche Teil abgetrennt und namentlich der Peschelstraße angeschlossen.                                                                      | Grimmstraße                                                                                      |
| Gucksbergweg Lage           | 240 m                  | Lage am Gucksberg, einer flachen Erhebung, die für den Weinbau genutzt wurde, vgl. Weingartenweg                                                       | 1939               | Die Straße ist Teil einer planmäßigen Kleinsiedlung und verbindet den Weingartenweg und die Kötzschenbroder Straße. | Gucksbergweg                                                                                     |
| Gustav-Schwab-Straße Lage   | 180 m                  | Gustav Schwab, Dichter und Pfarrer | 1927               | Die Straße liegt im kleinen Märchendichterviertel und verbindet die Andersen- und die Kötzschenbroder Straße. | Gustav-Schwab-Straße                                                                             |
| Kathenweg Lage              | 100 m                  | früherer Standort mehrerer Kathen, einfacher Häuschen von Landarbeitern                                                                                | 1939               | Die Straße ist Teil einer planmäßigen Kleinsiedlung und verbindet den Weingartenweg und Am Seegraben. | Kathenweg                                                                                        |
| Kleinsiedlerweg Lage        | 220 m                  | Bewohner der dortigen planmäßigen Kleinsiedlung | 1939               | Die Straße verbindet die Zitzschewiger und die Gleinaer Straße. | Kleinsiedlerweg                                                                                  |
| Kolbestraße Lage            | 100 m                  | Hermann Kolbe, Chemiker, Schwiegervater von Emilie Kolbe, vgl. Emilienstraße                                                                           | 1904               | Diese Sackgasse liegt in Neukaditz und hieß ab 1892 zunächst Georgstraße nach dem damaligen Kronprinzen Georg. | Kolbestraße                                                                                      |
| Kötitzer Straße Lage        | 200 m                  | Kötitz, Stadtteil von Coswig | 1937               | Die Straße ist Teil einer planmäßigen Kleinsiedlung und verbindet die Fürstenhainer Straße und Am Kaditzer Tännicht. | Kötitzer Straße                                                                                  |
| Kötzschenbroder Straße Lage | 2.400 m (im Stadtteil) | Kötzschenbroda, damals selbständige Gemeinde, seither Stadtteil von Radebeul                                                                           | 1904               | Die Straße war seit dem Mittelalter Teil der rechtselbischen Verbindung zwischen Dresden und Meißen und hieß Meißnische Straße. In Folge des verheerenden Elbhochwassers 1784 erfolgte 1787 eine Verlegung des Verkehrszugs weiter nach Norden, vgl. Leipziger Straße. Fortan hieß der nun umgangene Abschnitt Alte Meißner Straße, ab 1899 Dresdner Straße. Ihre Fortsetzungen heißen ebenfalls Kötzschenbroder Straße in Mickten bzw. Kötzschenbrodaer Straße in Radebeul. Seit den 1930er Jahren wurde in ihrem Kaditzer Abschnitt in der Bebauung der Raum für einen vierspurigen Ausbau mit Mittelstreifen freigehalten, der bislang nur zwischen Washingtonstraße und Riegelplatz zur Ausführung kam. Einen Straßenzug bildet sie mit der Lommatzscher Straße. | Kötzschenbroder Straße                                                                           |
| Lange Felder Lage           | 220 m                  | Lage am Langefeldchen, einem Flurstück | 1937               | Die Straße liegt in einer planmäßigen Kleinsiedlung und verbindet die Zitzschewiger und die Gleinaer Straße. | Lange Felder                                                                                     |
| Leipziger Straße Lage       | 600 m (im Stadtteil)   | Leipzig, sächsische Großstadt | um 1840            | Die Straße verläuft entlang der Flurgrenze zwischen den Gemarkungen Kaditz und Trachau bzw. der Grenze zwischen den statistischen Stadtteilen Kaditz und Mickten. Die Straße war seit 1787 Teil der rechtselbischen Verbindung zwischen Dresden und Meißen und übernahm damals den Namen Meißnische Straße von der heutigen Kötzschenbroder Straße. Ihre Fortsetzungen heißen ebenfalls Leipziger Straße in Trachau, Mickten, Pieschen und der Leipziger Vorstadt bzw. Meißner Straße in Radebeul. | Leipziger Straße                                                                                 |
| Leuckartstraße Lage         | 150 m                  | Rudolf Leuckart, Zoologe, Begründer der Parasitologie                                                                                                  | 1904               | Die Straße liegt in Neukaditz und hieß ab 1900 zunächst Theresienstraße nach Theresie, der Gattin des letzten Kaditzer Gemeindevorstehers Friedrich Findeisen. Ursprüngliche Planungen, die Straße nach Westen über die Wächterstraße hinaus zu verlängern, kamen nicht zur Ausführung, blieben aber anhand von Grundstückszuschnitten nachvollziehbar. | Leuckartstraße                                                                                   |
| Lommatzscher Straße Lage    | 400 m (im Stadtteil)   | Lommatzsch, Stadt bei Meißen, nordwestlich Dresdens | 1938               | Die Straße verläuft entlang der Flurgrenze zwischen den Gemarkungen Kaditz und Mickten bzw. der Grenze zwischen den gleichnamigen statistischen Stadtteilen. Die am Dreyßigplatz in Mickten beginnende Straße entstand im Zusammenhang mit dem Autobahnbau und diente zunächst als reiner Autobahnzubringer. Seit den 1930er Jahren wurde auf ihrer gesamten Länge in der Bebauung der Raum für einen vierspurigen Ausbau mit Mittelstreifen freigehalten, der bislang nur zwischen Washington- und Pieschener Straße zur Ausführung kam. Einen Straßenzug bildet sie mit der Kötzschenbroder Straße. | Tor zum Elbepark an der Lommatzscher Straße                                                      |
| Peschelstraße Lage          | 1.000 m                | Oscar Ferdinand Peschel, Geograph, Schriftsteller und Redakteur                                                                                        | 1904               | Die Straße liegt in Neukaditz und hieß ab 1896 zunächst Carlstraße nach dem Kaditzer Landwirt Carl Kuhn. Im Zusammenhang mit dem Bau des Elbeparks und dem Autobahnausbau wurde 1996 der äußerste östliche Teil der Grimmstraße abgetrennt, namentlich der Peschelstraße angeschlossen und diese nach Süden bis zur Washingtonstraße verlängert. | Peschelstraße                                                                                    |
| Quandtstraße Lage           | 180 m                  | Johann Gottlob von Quandt, Kunsthistoriker und -mäzen                                                                                                  | 1904               | Die Sackgasse markiert von der Stadtaußengrenze bis zur Leipziger Straße die Flurgrenze zwischen Kaditz und Trachau bzw. die Grenze zwischen den beiden gleichnamigen statistischen Stadtteilen. Sie liegt in Neukaditz entlang der Bahnstrecke Leipzig–Dresden und hieß deshalb ab 1897 zunächst Bahnstraße. | Quandtstraße                                                                                     |
| Rankestraße Lage            | 1.200 m                | Leopold von Ranke, Historiker | 1904               | Die Straße liegt in Neukaditz im Osten der Kaditzer Flur und hieß deshalb ab 1895 zunächst Oststraße. Ursprünglich war sie Teil des alten Verbindungswegs zwischen Trachau und Alt-Radebeul. | Ranke                                                                                            |
| Riegelplatz Lage            | 150 × 120 m            | Herman Riegel, deutscher Sprachpurist und Kunsthistoriker, Mitgründer des Allgemeinen Deutschen Sprachvereins (ADSV), vgl. Dungerstraße                | 1935               | Dieser (mit Ausnahme des Ortskerns Altkaditz) einzige Kaditzer Platz liegt am Schnittpunkt von Grimm- und Kötzschenbroder Straße. Als Standort einer Bismarckeiche hieß er ab 1899 Bismarckplatz nach Otto von Bismarck, ab 1904 dann Simsonplatz nach Eduard von Simson. Ursprüngliche Planungen, die den Riegelplatz westlich begrenzende Straße nach Süden sowie nach Norden bis zur Gleinaer Straße zu verlängern, kamen nicht zur Ausführung, blieben aber anhand von Grundstückszuschnitten bzw. durch die Bauweise eines anliegenden Eckhauses nachvollziehbar. Die Verläufe der Fechner- und der Leuckartstraße sind auf den Riegelplatz ausgerichtet, wurden jedoch nicht bis dorthin verlängert. Ebenfalls unausgeführten Planungen zufolge sollte noch eine weitere Straße den Riegelplatz in gerader Linie mit der Kreuzung Ranke-/Peschelstraße verbinden. | Riegelplatz                                                                                      |
| Roscherstraße Lage          | 180 m                  | Wilhelm Roscher, Historiker und Ökonom | 1904               | Die Straße liegt in Neukaditz und hieß ab 1892 zunächst Luisastraße nach der damaligen Prinzessin Luise. Ursprüngliche Planungen, wonach die Roscherstraße östlich der Leipziger Straße auf Trachauer Flur in der Hildesheimer Straße ihre Fortsetzung gefunden hätte, kamen nicht zur Ausführung. | Roscherstraße                                                                                    |
| Sandbodenweg Lage           | 230 m                  | Lage in einem Gebiet mit sandhaltigem Boden | 1937               | Die Straße liegt in einer planmäßigen Kleinsiedlung und verbindet die Zitzschewiger und die Gleinaer Straße. | Sandbodenweg                                                                                     |
| Scharfenberger Straße Lage  | 280 m (im Stadtteil)   | Scharfenberg, Ortschaft von Klipphausen | 1904               | Diese Sackgasse ist Zubringer zur Kläranlage Dresden-Kaditz und Teil des historischen Bischofswegs und endet in Höhe von dessen früherer Elbfurt an den Elbwiesen. In östlicher Richtung setzt sie sich auf den Fluren Übigaus und Micktens. In weiten Teilen bildet die Straße die Grenze zwischen beiden Ortsteilen. | Luftbild der Kläranlage Dresden-Kaditz; rechts unten der Kaditzer Teil der Scharfenberger Straße |
| Schenkendorfstraße Lage     | 250 m                  | Max von Schenkendorf, Schriftsteller und Dichter | 1904               | Die Straße liegt in Neukaditz und hieß ab 1899 zunächst Marienstraße nach der Gattin des Kaditzers Heinrich Findeisen, der die Straße auf seinem Bauland anlegen ließ, vgl. Wächterstraße. Die niedrigsten vergebenen Hausnummern sind die 23 und 24, da ursprünglich vorgesehen war, die Straße nach Süden bis mindestens zur Flurgrenze zu Mickten zu verlängern. Die Planungen kamen nicht zur Ausführung, blieben aber anhand von Grundstückszuschnitten nachvollziehbar. | Schenkendorfstraße                                                                               |
| Seewiesenweg Lage           | 310 m                  | Lage am alten Elbarm Seewiesen, der diesen Namen aufgrund seiner Bodenbeschaffenheit trägt (feuchte Niederung mit sumpfigen Mulden), vgl. Am Seegraben | 1937               | Die Straße liegt in einer planmäßigen Kleinsiedlung und verbindet die Kötzschenbroder und die Gleinaer Straße. | Seewiesenweg                                                                                     |
| Serkowitzer Straße Lage     | 1.680 m                | Serkowitz, direkt benachbarter Stadtteil von Radebeul                                                                                                  | 1900               | Die Straße besteht aus zwei Teilen. Namentlich erst 1904 in die eigentliche Serkowitzer Straße einbezogen wurde die 1899 benannte Gartenstraße, vormals Dorffrieden, die auf der Gartenseite der nördlichen Altkaditzer Häuser verläuft. Der größere Abschnitt westlich der Spitzhausstraße war ursprünglich Teil des alten Verbindungswegs zwischen Kaditz und Serkowitz. An der Stadtgrenze zu Radebeul geht die Straße in Altserkowitz über. Die Serkowitzer Straße ist Teil des Elbradwegs. | Serkowitzer Straße                                                                               |
| Spitzhausstraße Lage        | 1.220 m                | Spitzhaus auf den Radebeuler Lößnitzhöhen, in dessen grobe Richtung die Straße verläuft                                                                | 1904               | Die Straße hieß ab 1896 zunächst Radebeuler Straße, da sie die Ortskerne Altkaditz und Alt-Radebeul verband. Ihre Verlängerung in Radebeul ist die Kaditzer Straße. | Spitzhausstraße                                                                                  |
| Übigauer Straße Lage        | 1.010 m                | Übigau, direkt benachbarter Stadtteil von Dresden, damals Nachbargemeinde                                                                              | 1896               | Der Name der die Kaditzer Flutrinne durchquerenden Straße wurde bis etwa 1905 Uebigauer Straße geschrieben. Ursprünglich war sie Teil des alten Verbindungswegs zwischen Kaditz und Übigau bzw. Mickten, ihr Verlauf aus der damaligen Zeit ist nur noch auf dem kurzen Abschnitt von Altkaditz bis zur Flutrinne erhalten. Im Südosten der Kaditzer Flur sowie im größten Teil der Micktner Flur wurde die alte Übigauer Straße mit Ausnahme des Abschnitts zwischen der Kreuzung Washington-/Overbeckstraße und der Scharfenberger Straße in Mickten überbaut, wo sie nahezu auf ihr Übigauer Pendant, die Kaditzer Straße, trifft. | Übigauer Straße                                                                                  |
| Wächterstraße Lage          | 510 m (im Stadtteil)   | Karl Georg von Wächter, Jurist, Hochschullehrer und Politiker                                                                                          | 1904               | Die Straße liegt in Neukaditz. Sie hieß ab 1899 zunächst Heinrichstraße nach dem Kaditzer Heinrich Findeisen, der die Straße auf seinem Bauland anlegen ließ, vgl. Schenkendorfstraße. Ihr südliches Ende (ca. 100 Meter) gehört zu Mickten und entstand Ende der 1930er Jahre im Zusammenhang mit dem Bau der Lommatzscher Straße. | Wächterstraße                                                                                    |
| Waldemarstraße Lage         | 250 m                  | Waldemar Höpfner, Besitzer einer nahen Asphalt-, Dachpappen- und Holzzementfabrik und Kaditzer Gemeinderatsmitglied                                    | 1900               | Die Straße liegt in Neukaditz und trug als Planstraße die Bezeichnung Straße A. Ursprüngliche Pläne, die Straße nach Norden bis über die Kolbestraße hinaus zu verlängern, kamen nicht zur Ausführung, blieben aber anhand von Grundstückszuschnitten und der Bauweise zweier anliegender Eckhäuser nachvollziehbar. In der Zeit der DDR wurde der entsprechende Korridor im Abschnitt zwischen Peschel- und Roscherstraße teils überbaut. | Waldemarstraße                                                                                   |
| Washingtonstraße Lage       | 300 m (im Stadtteil)   | George Washington, erster US-Präsident | 1932               | Die Straße verbindet die Autobahnanschlussstelle Dresden-Neustadt mit der Flügelwegbrücke (1930 bis 1984 Kaditzer Brücke) und hieß nach dem ersten Dresdner Flugplatz in Kaditz zunächst ab etwa 1920 Am Flugplatz. Im Zusammenhang mit dem Brückenbau wurde sie 1930 von Übigau über Mickten nach Kaditz verlängert. Im Zusammenhang mit dem Ausbau der Autobahn und dem Neubau des Elbeparks 1996 wurde ihr Kaditzer Abschnitt nach Osten von Kaditzer auf Micktner Flur verlegt und erneut in nördlicher Richtung bis zur Peschelstraße verlängert (dort auf Kaditzer Flur). Die Straße zwischen Washingtonstraße/Ecke An der Flutrinne und Kötzschenbroder Straße folgt in ihrem südlichen Teil dem früheren Verlauf der Washingtonstraße und wird ihr postalisch zugerechnet.                                                                                      | Washingtonstraße                                                                                 |
| Weingartenweg Lage          | 360 m                  | Lage nahe der einstigen bischöflich-meißnischen Weingärten (Bischofsgarten), vgl. Gucksbergweg                                                         | 1939               | Die Straße ist Teil einer planmäßigen Kleinsiedlung, verbindet die Serkowitzer Straße und Am Vorwerksfeld und geht als kurze Sackgasse darüber hinaus. | Weingartenweg                                                                                    |
| Zitzschewiger Straße Lage   | 720 m                  | Zitzschewig, Stadtteil von Radebeul | 1937               | Die Straße ist Teil einer planmäßigen Kleinsiedlung und verbindet die Fürstenhainer Straße und Am Stadtrand. | Zitzschewiger Straße                                                                             |